# Łojewo (województwo kujawsko-pomorskie)
Łojewo – wieś w Polsce, położona w województwie kujawsko-pomorskim, w powiecie inowrocławskim, w gminie Inowrocław.

## Położenie
Wieś położona jest nad jeziorem Szarlej.

## Historia
Łojewo było wzmiankowane już w 1193 roku pod nazwą Loiovo jako własność norbertanek. W roku 1215 wieś była własnością klasztoru w Strzelnie, a do dziesięciny był uprawniony biskup włocławski. W roku 1865 powstało tutaj, pierwsze na Kujawach, spółdzielcze koło rolnicze. Okolica uchodziła za urodzajną. Pod koniec XIX wieku we wsi Łojewo mieszkało w 20 domostwach 217 osób, wśród których 188 było katolikami, a 29 ewangelikami. Dobra Łojewo obejmowały 2192 morgi, a w ich skład wchodził również folwark Łojewski Ostrów (Wydrzychowo).
Współcześnie funkcjonuje tu Centrum Dziedzictwa Kujaw Zachodnich, prezentujące historię, tradycję i kulturę ludową regionu oraz życie i twórczość Stanisława Przybyszewskiego.

## Zabytki
- Pałac w Łojewie

## Demografia
W marcu 2011 roku Łojewo liczyło według danych Narodowego Spisu Powszechnego 521 mieszkańców.

## Podział administracyjny
W latach 1975–1998 miejscowość administracyjnie należała do województwa bydgoskiego. 

## Urodzeni w Łojewie
- Stanisław Przybyszewski (1868–1927)[5] – pisarz okresu Młodej Polski
- Jan Haber (1900–1985) – sędzia Sądu Najwyższego, profesor UAM

## Obiekty zabytkowe
W Łojewie znajduje się zabytkowy zespół dworski, który tworzą dwór z 2. połowy XIX wieku, park z początku XX wieku i zabudowania gospodarskie.